# Cuadros
|  | Per a altres significats, vegeu «Miguel Ángel Cuadros». |

Cuadros és un municipi de la província de Lleó, a la comunitat autònoma de Castella i Lleó.

## Demografia
| 1991 |  | 1996 |  | 2001 |  | 2004 |
| ---- |  | ---- |  | ---- |  | ---- |
| 1680 |  | 1661 |  | 1730 |  | 1780 |